# Cherchell

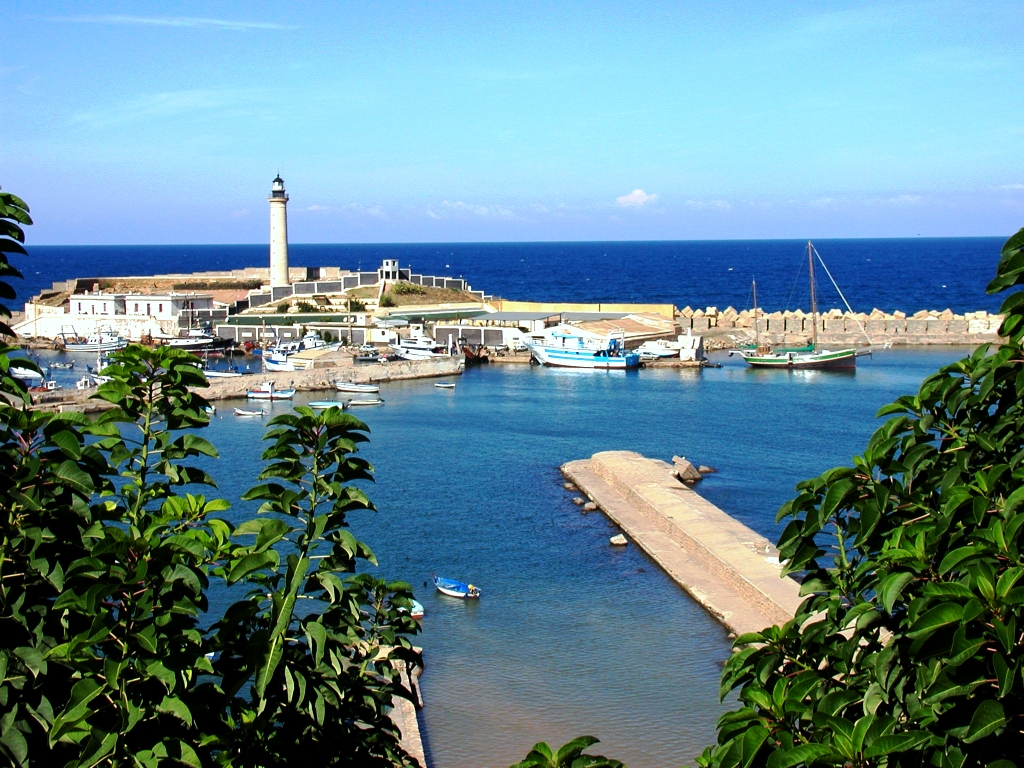
Cherchells hamn.

Cherchell (äldre stavning Cherchel, arabiska شرشال) är en stad i Algeriet, vid medelhavskusten, cirka 10 mil väster om Alger. Folkmängden i kommunen uppgick till 48 056 invånare vid folkräkningen 2008, varav 34 372 bodde i centralorten. Staden är centrum i ett vindistrikt.
Cherchell är av puniskt ursprung, och hette ursprungligen Iol. Staden gjordes år 25 f.Kr. av kung Juba II till huvudstad i hans rike Mauretania. Han kallade staden Cæsarea till Julius Caesars ära. Under kejsaretiden var staden den viktigaste i det romerska Afrika näst efter Alexandria och Karthago. Ruinerna efter Cæsarea, bland annat amfiteater, termer, en vattenledning och det kungliga palatset, finns ännu kvar på platsen. I staden finns även ett museum med värdefulla samlingar av bland annat statyer.